# Присяжнюк Юрій Петрович
Ю́рій Петро́вич Присяжню́к (нар. 29 березня 1962, село Павлівка Друга, Жашківський район, Черкаська область, УРСР) — український історик та громадський діяч, професор кафедри історії України Черкаського національного університету імені Богдана Хмельницького.

## Біографія
Народився в селянській родині. У 1988 році з відзнакою закінчив історичний факультет Кіровоградського державного педагогічного інституту ім. О.С. Пушкіна, отримав кваліфікацію «вчитель історії та суспільствознавства». У 1996 році закінчив аспірантуру при Черкаському інженерно-технологічному інституті й наступного року захистив кандидатську дисертацію за спеціальністю «історія України». До 2001 року викладав історію України в Черкаському інженерно-технологічному університеті. Із 2001 року працює в Черкаському національному університеті імені Богдана Хмельницького.
У 2008 році захистив докторську дисертацію за спеціальністю 07.00.01 – історія України “Українське селянство Наддніпрянщини другої половини ХІХ – початку ХХ ст. як соціоментальна історична спільнота”. З 2009 р. обраний на посаду професора кафедри історії України.
Займається вивченням соціоментальної історії українського селянства кінця XIX — початку XX століття.
Займається активною громадською діяльністю, один з організаторів козацького руху на Черкащині. Генерал-осавул Українського козацтва.

## Основні наукові праці
- Присяжнюк Ю. П. Українське селянство Наддніпрянської України: соціоментальна історія другої половини XIX — початку XX століття. — Черкаси: Вертикаль. — 2007. — 360 с.
- Присяжнюк Ю. П. Українське селянство XIX — XX століть: еволюція, ментальність, традиціоналізм. — Черкаси: Вертикаль. — 2007. — 400 с.
- Присяжнюк Ю.П. “Консерватизм” і “традиціоналізм” в українському селянознавстві: проблема термінологічної оптимізації / Ю.П. Присяжнюк // Вісник Черкаського університету. Серія Історичні науки: [зб. наук. ст.]. – Черкаси, 2007. – Вип. 100. – С. 3–12.
- Присяжнюк Ю.П. Ментальність українського селянства в умовах капіталістичної трансформації суспільства (друга половина ХІХ – початок ХХ ст.) / Ю.П. Присяжнюк // Український історичний журнал. – 1999. – № 3. – С. 23–33.
- Присяжнюк Ю.П. Українське селянство ХІХ–ХХ ст.: еволюція, ментальність, традиціоналізм. Навч. посіб. [для студ. істор. фак.] / Ю.П. Присяжнюк. – Черкаси: Відлуння-плюс, 2002. – 120 с. – Бібліогр.: с. 115–117.